# Волкан Ъшък
Волкан Ъшък (на английски: Volkan Işık) е известен турски автомобилен състезател, многократен рали шампион на Турция. Негов дългогодишен навигатор е Каан Озсенлер.
Ъшък е отлично познат на българските любители на рали спорта, тъй като е чест участник в националните ни ралита, представя се отлично в Рали България.

## Биография
Роден е на 11 септември 1967 година в Истанбул, Турция.
Започва спортната си кариера през 1989 година, със състезателен автомобил Опел в турското рали първенство. Екипът използва спортен вариант на хитовия в онези години модел Опел Манта.
В първото си състезание -Рали „Ali Sipahi“ завършва на 10-а позиция.
През 1990 г. екипът събира 12 точки и през 1991 година заменя Опела с произвеждания в Турция Фиат Мурат 131. Използва този автомобил до 1993 година без особени успехи.
През 1997 година Ъшък вече има репутацията на бърз и опитен пилот. Въпреки силната конкуренция през този сезон събира 28 точки, завършвайки трети в класирането.
От 2007 година се състезава с Фиат Гранде Пунто Super 2000.